# ちひろ (女優)
ちひろ（1991年3月31日 - ）は、日本の女優である。本名 山縣 千尋（やまがた ちひろ）。St Giles International英語学 卒業。文学座54期生。
無所属。身長165cm、体重49kg。

## 来歴・人物
千葉県出身。6歳(1997年)から芸能界入り。2007年10月 劇団ひまわり 退団（レッスン歴10年、TV・ドラマなどに出演）、堀越高校卒業後、St Giles Internationalにて英語を学ぶ。2014年3月 文学座演劇附属研究所54期本科 入所 2015年3月 文学座演劇附属研究所54期本科 卒業

## 出演

### テレビドラマ
- 司法教官　穂高美子 第4作（2015年10月 テレビ朝日土曜日ワイド劇場）-ウエディングスタッフ役

### テレビCM
- ホワイトニングサロン　白歯屋　(2015年2月　日本テレビ系列　FCT)

### 映画
- シラン 〜あなたを忘れない〜　(2012年5月)

### 舞台
- 【文学座附属演劇研究所発表会】
- わが町　(2014年7月 作：ソートンワイルダー/演出：高橋正徳 ) -１幕ウェブ夫人役 /聖歌隊 役
- 俳優についての逆説 (2014年9月 作：宮本研   演出：坂口芳貞) -俳優13 役
- 解毒　一人芝居　(2014年9月)
- 女の一生 (2014年11月 作：森本薫    演出：小林勝也  2幕1場) -主演 布引けい 役
- 僕の東京日記 (2015年2月 作：永井 愛　演出：鵜澤秀行  主演 小淵敏  ) -ポッキー役
- 夜を急ぐ者よ (2015年5月 六本木俳優座劇場) -アンサンブル出演にて9役
- 俺は、君のためにこそ死にに行く (2015年7月 靖國神社奉納演劇野外ステージ公演) -高橋まり役
- 横浜グラフィティ (2016年7月 東京公演 六本木俳優座劇場　8月神奈川公演みらいホール劇場) -ヨシユッコ役
- 横浜グラフィティ アゲイン (2017年2月 東京公演 六本木俳優座劇) -ヨシユッコ役
- 黄昏のメルヘン (2017年10月 シアターグリーン)　-朱美役
- すなっく　ラ・ボエーム (2018年5月)
- めぐみへの誓い -奪還-　(2018年度　拉致問題対策本部主催) -チヒョニ役
- 祖国への挽歌 (2019年6月　六本木俳優座劇場) -ヒロイン　エミリ役

### その他
- エスニックファッションチャイハネ　モデルレギュラー1年出演(2010年8月) -モデル
- 横浜ロイヤルパークホテルウェディングモデル撮影(2015年12月) -モデル